# ممنوعیت صدای زنان در افغانستان
ممنوعیت صدای زنان در افغانستان، به‌ویژه پس از بازگشت طالبان به قدرت در اوت ۲۰۲۱، محدودیت‌های شدید و روزافزونی بر حقوق زنان اعمال شده است. یکی از مهم‌ترین و بحث‌برانگیزترین این محدودیت‌ها، ممنوعیت صدای زنان در فضای عمومی است؛ ممنوعیتی که شامل شعرخوانی، سخنرانی و حتی صدا بلند کردن دربرابر بسته شدن مکاتب دختران و حضور صوتی در رسانه‌ها می‌شود.

## زمینه
در دوران پیشین حاکمیت طالبان (۱۹۹۶–۲۰۰۱)، زنان از بیشتر فعالیت‌های اجتماعی و فرهنگی محروم بودند. پس از سقوط طالبان در سال ۲۰۰۱، با وجود چالش‌ها، زنان افغان توانستند در عرصه‌های موسیقی، رسانه، آموزش، سیاست و ادبیات به‌تدریج حضوری پررنگ پیدا کنند.
اما بازگشت طالبان به قدرت در ۲۰۲۱، روند معکوسی را رقم زد. طالبان در ابتدا وعده داد که سیاست‌های متفاوت‌تری نسبت به گذشته اتخاذ خواهد کرد، اما اقدامات عملی آن‌ها نشان داد که این وعده‌ها فاقد پایبندی واقعی است.

### ممنوعیت‌های اعمال‌شده
- پخش صدای زنان از رادیو و تلویزیون در بسیاری از ولایات ممنوع شده است.
- زنان اجازه ندارند در محافل عمومی آواز بخوانند یا شعر بخوانند، حتی در مراسم سنتی و مذهبی.
- مدارس موسیقی دخترانه تعطیل شدند و معلمان زن موسیقی یا اخراج یا تهدید شدند.
- حضور گویندگان زن در رسانه‌ها به‌شدت محدود و در برخی مناطق کاملاً متوقف شده است.[۱]

## واکنش‌های بین‌المللی
- سازمان ملل متحد: رزا اوتونبایوا، نماینده ویژه سازمان ملل در افغانستان، اعلام کرده است که ممنوعیت شنیدن صدای زنان در انظار عمومی، چشم‌انداز ناراحت‌کننده‌ای را دربارهٔ آینده افغانستان به تصویر می‌کشد و این قوانین «محدودیت‌های غیرقابل تحمل» بر حقوق زنان و دختران وضع می‌کند.[۵]
- عفو بین‌الملل: این سازمان حقوق بشری اعلام کرده است که طالبان پس از ممنوعیت حضور زنان در اماکن عمومی، صدای آنان را نیز خفه کرده‌اند و این محدودیت‌ها تمام جنبه‌های زندگی زنان را تحت تأثیر قرار داده است.[۶]

## مقاومت زنان افغان
در واکنش به این محدودیت‌ها، زنان افغان در داخل و خارج از کشور با نشر ویدیوهای آوازخوانی و استفاده از هشتگ‌هایی مانند «#صدای_زن_عورت_نیست» اعتراض خود را اعلام کرده‌اند. این اقدامات نمادی از مقاومت فرهنگی در برابر سرکوب‌های طالبان محسوب می‌شود.